# Nathan Johnstone
Nathan Johnstone (Sídney, 9 de febrero de 1990) es un deportista australiano que compitió en snowboard. Ganó una medalla de oro en el Campeonato Mundial de Snowboard de 2011, en la prueba de halfpipe.

## Medallero internacional
| Campeonato Mundial | Campeonato Mundial | Campeonato Mundial | Campeonato Mundial |
| Año                | Lugar              | Medalla            | Competición        |
| ------------------ | ------------------ | ------------------ | ------------------ |
| 2011               | La Molina (España) | Medalla de oro     | Halfpipe           |